# Anna Ilek
Anna Katarzyna Ilek – polska leśnik, doktor habilitowany nauk rolniczych, adiunkt na Uniwersytecie Przyrodniczym w Poznaniu, specjalistka od ekohydrologii i ekologii lasu.

## Kariera naukowa
W 2009 roku na Uniwersytecie Rolniczym im. Hugona Kołłątaja w Krakowie uzyskała tytuł magistra inżyniera w zakresie leśnictwa. W 2014 roku na Wydziale Leśnym tej samej uczelni uzyskała stopień doktora nauk rolniczych w zakresie ekologii lasu na podstawie rozprawy pt. Znaczenie materii organicznej w kształtowaniu właściwości retencyjnych gleb leśnych pod drzewostanami jodłowymi i bukowymi na terenie Beskidu Makowskiego, której promotorem był Jarosław Kucza. W 2018 roku została zatrudniona na Uniwersytecie Przyrodniczym w Poznaniu, gdzie w 2024 roku uzyskała stopień doktora habilitowanego nauk rolniczych w dyscyplinie nauk leśnych na podstawie osiągnięcia pt. Czynniki wpływające na proces zatrzymywania wody przez korę drzew leśnych. W latach 2014–2018 zatrudniona była na Uniwersytecie Rolniczym im. Hugona Kołłątaja w Krakowie.